# Copa del Mundo de Ciclismo de 2002
La Copa del Mundo de Ciclismo en el año 2002 tuvo los siguientes resultados:

## Calendario
| Prueba                   | Fecha         | País         | Vencedor         | Equipo del vencedor |
| ------------------------ | ------------- | ------------ | ---------------- | ------------------- |
| Milán-San Remo           | 23 de marzo   | Italia       | Mario Cipollini  | Acqua & Sapone      |
| Tour de Flandes          | 7 de abril    | Bélgica      | Andrea Tafi      | Mapei-Quick Step    |
| París-Roubaix            | 14 de abril   | Francia      | Johan Museeuw    | Domo-Farm Frites    |
| Lieja-Bastoña-Lieja      | 21 de abril   | Bélgica      | Paolo Bettini    | Mapei-Quick Step    |
| Amstel Gold Race         | 28 de abril   | Países Bajos | Michele Bartoli  | Fassa Bortolo       |
| HEW Cyclassics           | 4 de agosto   | Alemania     | Johan Museeuw    | Domo-Farm Frites    |
| Clásica de San Sebastián | 10 de agosto  | España       | Laurent Jalabert | CSC                 |
| G. P. Suiza              | 18 de agosto  | Suiza        | Dario Frigo      | Tacconi Sport       |
| París-Tours              | 6 de octubre  | Francia      | Jacob Piil       | CSC                 |
| Giro de Lombardía        | 19 de octubre | Italia       | Michele Bartoli  | Fassa Bortolo       |

## Indicidual
| Posición | Ciclista          | Equipo           | Puntos |
| -------- | ----------------- | ---------------- | ------ |
|          | Paolo Bettini     | Mapei-Quick Step | 279    |
| 2        | Johan Museeuw     | Domo-Farm Frites | 270    |
| 3        | Michele Bartoli   | Fassa Bortolo    | 242    |
| 4        | Igor Astarloa     | Saeco            | 183    |
| 5        | Davide Rebellin   | Gerolsteiner     | 179    |
| 6        | Dario Frigo       | Tacconi Sport    | 156    |
| 7        | George Hincapie   | US Postal        | 124    |
| 8        | Peter Van Petegem | Lotto-Adecco     | 121    |
| 9        | Óscar Freire      | Mapei-Quick Step | 111    |
| 10       | Jo Planckaert     | Cofidis          | 107    |

### Por equipos
| Posición | Equipo           | País   | Puntos |
| -------- | ---------------- | ------ | ------ |
| 1        | Mapei-Quick Step | Italia | 71     |
| 2        | Fassa Bortolo    | Italia | 51     |
| 3        | Saeco            | Italia | 49     |